# اوکروگلیتسا (سورییگ)
اوکروگلیتسا (به صربی: Okruglica) یک منطقهٔ مسکونی در صربستان است که در سورییگ واقع شده‌است. اوکروگلیتسا ۲۲۶ نفر جمعیت دارد.